# Lucio Godoy
Lucio Godoy (* 1958 in Paraná, Argentinien) ist ein argentinischer Komponist.

## Leben
Lucio Godoy studierte an Konservatorien in Buenos Aires, Boston und Paris; er lebte von 1978 bis 1985 in Paris, wo er mit Filmmusik in Berührung kam. Anschließend wollte er an der University of Southern California Filmkomposition zu studieren, entschied sich allerdings dafür, am Berklee College of Music zu studieren. In Boston lebte er über sieben Jahre. Anschließend spielte er mehrere Jahre in Bands, bevor er Mitte der 1990er Jahre nach Spanien zog, wo er sich als Filmkomponist mit von ihm geschriebenen Musiken zu Montags in der Sonne, Amador und Marcelas Rosen und Chinese zum Mitnehmen etablieren konnte. Godoy wurde insgesamt drei Mal für den spanischen Filmpreis Goya nominiert, wobei er ihn 2007 für sein Lied „Tiempo pequeño“ in La educacion de las hadas gewinnen konnte.

## Filmografie (Auswahl)
- 1998: Die erste Nacht meines Lebens (La primera noche de mi vida)
- 2002: Montags in der Sonne (Los lunes al sol)
- 2004: Der Club der Bären (Cachorro)
- 2004: Don’t Move (Non ti muovere)
- 2005: Melissa P. – Mit geschlossenen Augen (Melissa P.)
- 2006: Käsekopf (Cara de queso 'mi primer ghetto)
- 2007: Der Selbstmörderclub (El club de los suicidas)
- 2009: Triage
- 2010: Amador und Marcelas Rosen (Amador)
- 2011: Blackthorn
- 2011: Chinese zum Mitnehmen (Un cuento chino)
- 2011: Crematorio – Im Fegefeuer der Korruption (Crematorio, Fernsehserie, acht Folgen)
- 2012: Ende (Fin)
- 2012: Jeder hat einen Plan (Todos tenemos un plan)